# Landtagswahlkreis Waidhofen an der Thaya
Der Wahlkreis Waidhofen an der Thaya (Wahlkreis 18) ist ein Wahlkreis in Niederösterreich, der den politischen Bezirk Waidhofen an der Thaya umfasst. Bei der Landtagswahl 2008 ging die Österreichische Volkspartei (ÖVP) mit 63,13 % als stärkste Partei hervor. Das eine zu vergebende Grundmandat konnte dabei keine der Parteien für sich verbuchen.

## Geschichte
Niederösterreich war bis 1992 in vier Wahlkreise unterteilt, wobei der Bezirk Waidhofen an der Thaya zum Landtagswahlkreis Viertel ober dem Manhartsberg gehörte. Mit der Landtagswahlordnung 1992 wurde die Zahl der Wahlkreise auf 21 erhöht und der Bezirk Waidhofen an der Thaya zu einem eigenen Wahlkreis erhoben. Seit der Schaffung des Wahlkreises erzielte die ÖVP immer die absolute Mehrheit, konnte jedoch noch nie das einzige Grundmandat im Wahlkreis erreichen.

## Wahlergebnisse
| Landtagswahlen im Wahlkreis Waidhofen an der Thaya | Landtagswahlen im Wahlkreis Waidhofen an der Thaya | Landtagswahlen im Wahlkreis Waidhofen an der Thaya | Landtagswahlen im Wahlkreis Waidhofen an der Thaya | Landtagswahlen im Wahlkreis Waidhofen an der Thaya | Landtagswahlen im Wahlkreis Waidhofen an der Thaya | Landtagswahlen im Wahlkreis Waidhofen an der Thaya | Landtagswahlen im Wahlkreis Waidhofen an der Thaya | Landtagswahlen im Wahlkreis Waidhofen an der Thaya |
| -------------------------------------------------- | -------------------------------------------------- | -------------------------------------------------- | -------------------------------------------------- | -------------------------------------------------- | -------------------------------------------------- | -------------------------------------------------- | -------------------------------------------------- | -------------------------------------------------- |
| Wahltermin                                         | GM                                                 |                                                    | ÖVP                                                | SPÖ                                                | FPÖ                                                | GRÜNE                                              | Sonstige                                           |                                                    |
| 16. Mai 1993                                       |                                                    | Stimmenanteile (%)                                 | 55,31                                              | 27,40                                              | 12,95                                              | 2,85                                               | 1,49                                               |                                                    |
| 16. Mai 1993                                       | 1                                                  | Grundmandate                                       | 0                                                  | 0                                                  | 0                                                  | 0                                                  | 0                                                  |                                                    |
| 22. März 1998                                      |                                                    | Stimmenanteile (%)                                 | 54,09                                              | 23,45                                              | 16,64                                              | 3,12                                               | 2,87                                               |                                                    |
| 22. März 1998                                      | 1                                                  | Grundmandate                                       | 0                                                  | 0                                                  | 0                                                  | 0                                                  | 0                                                  |                                                    |
| 30. März 2003                                      |                                                    | Stimmenanteile (%)                                 | 61,48                                              | 26,12                                              | 6,15                                               | 4,86                                               | 1,38                                               |                                                    |
| 30. März 2003                                      | 1                                                  | Grundmandate                                       | 0                                                  | 0                                                  | 0                                                  | 0                                                  | 0                                                  |                                                    |
| 9. März 2008                                       |                                                    | Stimmenanteile (%)                                 | 63,13                                              | 20,69                                              | 10,20                                              | 4,61                                               | 1,37                                               |                                                    |
| 9. März 2008                                       | 1                                                  | Grundmandate                                       | 0                                                  | 0                                                  | 0                                                  | 0                                                  | 0                                                  |                                                    |
| 3. März 2013                                       |                                                    | Stimmenanteile (%)                                 | 56,80                                              | 18,57                                              | 10,58                                              | 5,91                                               | 8,14                                               |                                                    |
| 3. März 2013                                       | 1                                                  | Grundmandate                                       | 0                                                  | 0                                                  | 0                                                  | 0                                                  | 0                                                  |                                                    |
| 28. Jänner 2018                                    |                                                    | Stimmenanteile (%)                                 | 55,02                                              | 16,82                                              | 20,36                                              | 4,48                                               | 3,33                                               |                                                    |
| 28. Jänner 2018                                    | 1                                                  | Grundmandate                                       | 0                                                  | 0                                                  | 0                                                  | 0                                                  | 0                                                  |                                                    |
| 29. Jänner 2023                                    |                                                    | Stimmenanteile (%)                                 | 46,45                                              | 13,04                                              | 30,58                                              | 5,02                                               | 4,91                                               |                                                    |
| 29. Jänner 2023                                    | 1                                                  | Grundmandate                                       | 0                                                  | 0                                                  | 0                                                  | 0                                                  | 0                                                  |                                                    |